# Bill Christian
William David "Bill" ("Billy") Christian, född 29 januari 1938 i Warroad i Minnesota, är en amerikansk före detta ishockeyspelare.
Christian blev olympisk guldmedaljör i ishockey vid vinterspelen 1960 i Squaw Valley.
Han är släkt med de före detta ishockeyspelarna Dave Christian (son), Gordon Christian (bror) och Roger Christian (bror), som alla har deltagit vid de olympiska vinterspelen för det amerikanska herrishockeylandslaget. Gordon vann silvermedalj vid Cortina d'Ampezzo 1956; Bill och Roger vann guldmedalj tillsammans vid Squaw Valley 1960 och Dave var en av spelarna i Miracle on Ice och vann guldmedalj vid Lake Placid 1980. Hans dotterson Brock Nelson spelar för New York Islanders i National Hockey League (NHL).